# مهرجان المستوطنين الألمان

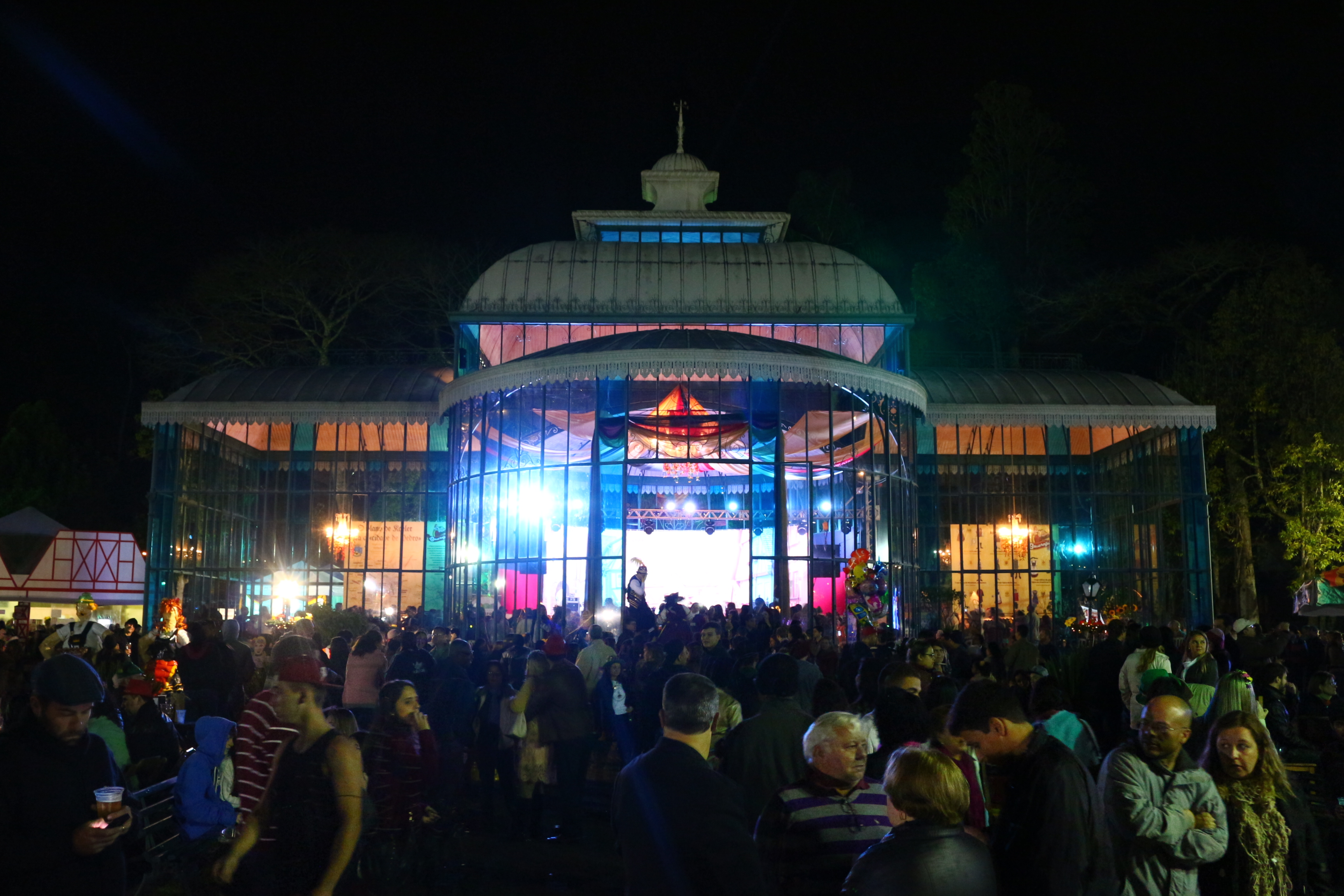

مهرجان المستوطنين الألمان هو مهرجان تقليدي ينعقد كل عام لتكريم الالمان الذين هاجروا الي البرازيل، حيث ينعقد خلال شهر يوليو في مدينة بتروبوليس في ولاية ريو دي جانيرو بجنوب شرق البرازيل. بدأ في عام 1989 في وسط المدينة، يعد أكبر مهرجان في مدينة بتروبوليس، وثاني أكبر مهرجان ألماني في البرازيل بعد مهرجان «أكتوبر فيست» في ولاية سانتا كاترينا. يتميز المهرجان بالرقصات الشعبية، والفرق الموسيقية التقليدية مثل الفرقة الموسيقية الجيرمانية في بلوميناو.
كما يتميز أيضاً بالاطعمة اللذيذة والتي تشمل: السجق الالماني، والملفوف المخمر وسلطة السجق الألماني، والزاوربراتن، والمشروبات مثل البيرة والحلويات مثل الشوكولاتة وكعكة الغابة السوداء.
وفي عام 2012، وصل عدد المشاركين في المهرجان 368.000 مشاركاً حيث انفقوا خلال الاحتفالات 55 مليون ريال (بما يعادل 24 مليون دولار أمريكي) واستهلكوا حوالي 7.5 طن من السجق و35.000 لتر من البيرة.